# Carlos Scanavino
Carlos A. Scanavino Villavicenio (ur. 11 marca 1964 w Paysandú) – urugwajski pływak, dwukrotny olimpijczyk: z 1984 i 1988 roku. W Los Angeles wystartował w czterech konkurencjach:
- 200 m stylem dowolnym – 13. miejsce[3] (5. w finale B z czasem 1:52,54[4])
- 400 m stylem dowolnym – 17. miejsce[5] (3. miejsce w swoim wyścigu eliminacyjnym z czasem 3:55,92[6])
- 1500 m stylem dowolnym – 10. miejsce[7] (3. miejsce w swoim wyścigu eliminacyjnym z czasem 15:29,78[8])
- 100 m stylem motylkowym – 32. miejsce[9] (6. miejsce w swoim wyścigu eliminacyjnym z czasem 57,46[10]).

W Seulu Urugwajczyk wziął udział w trzech konkurencjach:
- 100 m stylem dowolnym – 39. miejsce[11] (2. miejsce w swoim wyścigu eliminacyjnym z czasem 52,52[12])
- 200 m stylem dowolnym – 19. miejsce[13] (6. miejsce w swoim wyścigu eliminacyjnym z czasem 1:51,42[14])
- 400 m stylem dowolnym – 12. miejsce[15] (4. miejsce w finale B z czasem 3:54,36[16])

Ponadto Scanavino jest brązowym medalistą Igrzysk Panamerykańskich 1983 na 1500 m stylem dowolnym oraz srebrnym medalistą tej samej imprezy z 1987 na 200 m stylem dowolnym.
Jest ojcem Antonelli Scanavino, która uczestniczyła w zawodach pływackich na igrzyskach w 2008.